# Cherie Lunghi
Cherie Lunghi (Nottingham, 4 aprile 1952) è un'attrice britannica.

## Biografia
Nata da padre italiano e madre inglese, è cresciuta con la madre dopo l'abbandono del padre; è principalmente conosciuta per i ruoli di Ginevra nel film Excalibur (1981), di Carlotta nel film Mission (1986), e di Joan nella serie televisiva Strangers (1996), dove appare in conturbanti scene di amore saffico con l'attrice italo-inglese Veronika Logan.
È la madre dell'attrice Nathalie Lunghi, nata nel 1986 dalla relazione con il regista Roland Joffé.
È stata sposata per un anno (1975-1976) con l'attore Ralph Lawson, conosciuto durante il corso di studi alla Royal Central School of Speech and Drama.

## Filmografia parziale

### Cinema
- Excalibur, regia di John Boorman (1981)
- Oliver Twist, regia di Clive Donner (1982)
- King David, regia di Bruce Beresford (1985)
- Mission (The Mission), regia di Roland Joffé (1986)
- Un prete da uccidere (To Kill a Priest), regia di Agnieszka Holland (1988)
- Frankenstein di Mary Shelley (Mary Shelley's Frankenstein), regia di Kenneth Branagh (1994)
- Jack & Sarah, regia di Tim Sullivan (1995)
- Hollywood brucia (An Alan Smithee Film: Burn Hollywood Burn), regia di Alan Smithee (1997)
- In cucina niente regole (Love's Kitchen), regia di James Hacking (2011)
- Ti presento Patrick (Patrick), regia di Mandie Fletcher (2018)

### Televisione
- Jack London (Jack London's Tales of the Klondike) – serie TV, 1 episodio (1981)
- Fantasma per amore (The Canterville Ghost), regia di Sydney Macartney (1996) - Film TV
- Strangers - serie TV (1996)
- L'ispettore Barnaby (Midsomer Murders) – serie TV, episodio 7x01-18x04 (2003-2016)
- Miss Marple (Agatha Christie's Marple) – serie TV, episodio 1x04 (2005)
- Diario di una squillo perbene (Secret Diary of a Call Girl) - serie TV, 17 episodi (2007-2011)
- Pat & Cabbage – serie TV, 6 episodi (2013)
- Delitti in Paradiso (Death in Paradise) – serie TV, episodio 2x03 (2013)
- Holby City – serie TV, episodio 16x13 (2014)
- Unforgotten – serie TV, 5 episodi (2015)
- Strike – serie TV, episodio 5x02 (2022)

## Doppiatrici italiane
Nelle versioni in italiano delle opere in cui ha recitato, Cherie Lunghi è stata doppiata da:
- Maria Pia Di Meo in Frankenstein di Mary Shelley, Un prete da uccidere, Hollywood brucia
- Emanuela Rossi in Excalibur
- Ludovica Modugno in King David
- Paila Pavese in Fantasma per amore
- Alessandra Korompay in Diario di una squillo perbene
- Sonia Scotti in Oliver Twist
- Laura Boccanera in Strike